# Canada on Strike
Canada on Strike is de vierde aflevering van het 12e seizoen van South Park die op 2 april 2008 is uitgezonden op Comedy Central.

## Verhaal
Het is Canada Appreciation Day. Daarom laat Mr. Mackey een tape over Canada zien, waar de leider van de WGA (World Canadian Bureau, het is WGA als parodie op de staking van Writers Guild America), Stephen Abootman, vertelt over de noodzaak van Canada in de wereldmaatschappij. Cartman en Craig maken er alleen maar grapjes over.
Canada is het zat. Ze vinden zich niet serieus genomen en niet gewaardeerd, dus gaan ze staken. Bij een conferentie met de leiders van verschillende landen legt Stephen uit, dat Canada zich ondergewaardeerd voelt, en dat ze meer geld willen. Hij wil dat de rest van de wereld het geld dat verdiend wordt met internet aan Canada geeft. Ze zijn niet overtuigd.
Kyle maakt zich zorgen over z'n Canadese broertje Ike, die ook meestaakt. Daarom wil hij ervoor zorgen dat Canada ophoudt met staken. Hij probeert zijn vrienden ervan te overtuigen dat de staking niets goeds oplevert. Zo maken hun Canadese idolen Terrance en Phillip geen nieuwe afleveringen meer en zijn ze genoodzaakt om naar Cartmans minst favoriete cartoon Family Guy te kijken. Hierdoor raakt ook Cartman overtuigd.
Steven Abootman schreeuwt door een luidspreker: '1, 2, 3, 4, Canada deserves more... money'. Daar wordt hij aangesproken door Terrance en Phillip, die de staking geen goed idee vinden. Ze krijgen ruzie en daar begint het cirkeltje van, I'm Not Your Buddy, Guy. I'm Not Your Guy, Friend. En, I'm not your Friend, Buddy. Dit hoor je in totaal drie keer in deze aflevering. Deze catchphrase is heden vaak overgenomen in real-life.
Kyle belt Stephen, over wat ze willen, en Stephen antwoordt dat ze het internetgeld willen. De jongens vatten het verkeerd op en zo komt Cartman op het idee om een nieuwe YouTube-hit op te nemen. Butters gaat het liedje 'What What In The Butt', van Samwell naspelen en zingen. Dat werkt goed, en het wordt dé internetsensatie, ten koste van Butters, die nu door het leven gaat als 'die verwarde homo van dat nichterige filmpje'.
Ondertussen gaat het slecht met de Canadezen. Er zijn al enkele van honger en uitputting gestorven. Het ziet er alleen maar slechter uit voor Canada als Denemarken de plek van Canada gaat innemen.
De vier jongens gaan hun internetgeld ophalen, maar daarvoor moeten ze wachten in een kamer samen met Numa Numa, Tay Zonday, Tron Guy, Sneezing Panda en allerlei andere YouTube-beroemdheden. Alleen loopt dit uit de hand en ontstaat er ruzie over wie het beroemdst van allen is. Tay Zonday grijpt zijn pistool en de wachtkamer verandert in een bloedbad. De jongens overleven het als een van de weinigen en krijgen ongeveer 10 miljoen Theoretische Dollars.
Wanneer de jongens aankomen met de Theoretische Dollars is Stephen woedend, aangezien het niets waard is. Als dan de conferentie ook nog opbelt of ze van Newfoundland een pretpark mogen maken, barst hij in tranen uit. Kyle overtuigt de conferentiedeelnemers dat Stephen gewoon niet als een idioot wil overkomen bij het Canadese volk, alsof de staking voor niets is geweest. Toch wil de conferentie niet veel geld geven. Daarom besluiten ze weinig te geven, maar het moet wel veel lijken. Canada krijgt kortingscoupons voor Bennigans en een grote zak kauwgom voor elke Canadees. Terrance en Phillip berekenen dat door de staking Canada 10,4 miljoen verloren heeft. Bovendien zijn er een heleboel Canadezen gestorven door de staking. Hierdoor worden Stephen en zijn twee hulpjes op een ijsplateau in zee weg gedreven. Het eindigt met het eindeloze: 'I'm not your Guy, Friend'